# Даник, Юрий Григорьевич
Даник Юрий Григорьевич (род. 3 февраля 1964, Киев, Украина) — генерал-майор, доктор технических наук (2000), профессор (2002), Заслуженный деятель науки и техники Украины (2004), Лауреат Государственной премии Украины в области науки и техники (2006), начальник Житомирского военного института имени С. П. Королева (2011—2016), начальник учебно-научного центра высоких технологий Национального университета обороны Украины (2010—2011).

## Биография
Родился 03 февраля 1964 года в городе Киеве, на Украине. В 1987 году с золотой медалью и дипломом с отличием окончил Житомирское высшее военное училище радиоэлектроники.
В апреле 1994 года защитил диссертацию и получил ученую степень кандидата технических наук. В 2000 году защитил диссертацию и получил ученую степень доктора технических наук. В 2002 году получил ученое звание профессора.
В 2002 году с золотой медалью и дипломом с отличием окончил Харьковский военный институт (оперативно-тактический уровень). С 2004 года Заслуженный деятель науки и техники Украины. С 2004 года начальник научно-исследовательского отдела Объединенного научно-исследовательского института Вооруженных Сил.
С 2006 года Лауреат Государственной премии Украины в области науки и техники. В 2007 году с дипломом с отличием окончил Национальную академию государственного управления при Президенте Украины.
С 2008 года — заместитель начальника кафедры (стратегии национальной безопасности и обороны) Национальной академии обороны Украины. В 2008 году был назначен на должность начальника кафедры применения космических систем Национальной академии обороны Украины.
В 2010 году окончил Национальный университет обороны Украины (оперативно-стратегический уровень). В 2010 году был назначен на должность начальника учебно-научного центра высоких технологий Национального университета обороны Украины.
С июня 2011 по июль 2016 года начальник Житомирского военного института имени С. П. Королева.

## Научные работы
Некоторые научные работы опубликованные лично и в соавторстве:

«Анализ применения и использования беспилотных летательных аппаратов» (2001) 

«Взгляды на формирование информационного поля для разведки воздушного пространства в заданных направлениях» (2001) 

«Теория и техника противодействия беспилотным средствам воздушного нападения» (2002)

«Комплексное информационное обеспечение систем управления полетами авиации и противовоздушной обороны» (2004)

«Теоретические основы построения помехозащищенных систем информационного мониторинга воздушного пространства» (2004)

«Космические системы информационного обеспечения беспилотных средств различного назначения» (2006)

«Национальная безопасность: предотвращение критических ситуаций» (2006)

«Высокотехнологичные аспекты обеспечения национальной и международной безопасности» (2008)

«Беспилотная авиация в современной вооруженной борьбе» (2008)

«Основы стратегии национальной безопасности и обороны государства» (2009)

«Особенности формирования системы кибернетической безопасности Украины в контексте развития системы кибернетической безопасности ведущих стран мира» (2011)

«Введение в теорию исследования операций» (2014)

«Методологические основы научных исследований. Математическое моделирование и оптимизация сложных систем и процессов» (2014)

«Система локального и глобального мониторинга параметров окружающей среды реального времени» (2014)

«Синергия информационных и кибернетических действий» (2014)